# غواصة يو-164
كانت الغواصة يو-164 واحدة من 329 غواصة خدمت في البحرية الإمبراطورية الألمانية خلال الحرب العالمية الأولى.

## التصميم
كانت إزاحة الغواصة يو-164 تبلغ 821 طن عند السطح و1002 طن أثناء الغوص، ويبلغ طولها الإجمالي 71.55 متر، وطول هيكل الغواصة 56.05 متر، وبعرض 6.30 متر، وارتفاع 8.25 متر، وغاطس 3.88 متر. كانت الغواصة تعمل بقدرة 2,400 حصان للاستخدام على السطح، ومحركين بقوة 1,230 حصاناً  للاستخدام أثناء الغوص، وكان لها عمودان ومراوحتان بطول 1.70 متر. كانت الغواصة قادرة على العمل على عمق يصل إلى 50 متر.